# بوئناونتورا فریرا
بوئناونتورا فریرا (اسپانیایی: Buenaventura Ferreira‎؛ زادهٔ ۴ ژوئیهٔ ۱۹۶۰) بازیکن سابق و مربی فوتبال اهل پاراگوئه است.
از باشگاه‌هایی که در آن بازی کرده‌است می‌توان به باشگاه فوتبال ولز سارسفیلد، باشگاه فوتبال سابادل، باشگاه ورزشی دیپورتیوو کالی، و باشگاه فوتبال لیبرتاد اشاره کرد.
وی همچنین در تیم ملی فوتبال پاراگوئه بازی کرده‌است.